# IC 2719
IC 2719 је појединачна звијезда у сазвјежђу Лав која се налази на листи објеката дубоког неба у Индекс каталогу.
Деклинација објекта је + 12° 3' 34" а ректасцензија 11h 19m 32,2s.